# Маријета (Северна Каролина)
Маријета (енгл. Marietta) град је у америчкој савезној држави Северна Каролина.

## Демографија
По попису из 2010. године број становника је 175, што је 11 (6,7%) становника више него 2000. године.
| Група             | 2000.      | 2010.      |
| Белци             | 87 (53,0%) | 74 (42,3%) |
| Афроамериканци    | 76 (46,3%) | 99 (56,6%) |
| Азијати           | 0 (0,0%)   | 0 (0,0%)   |
| Хиспаноамериканци | 0 (0,0%)   | 0 (0,0%)   |
| Укупно            | 164        | 175        |